# Abraham Kurland
Abraham Kurland (ur. 10 czerwca 1912 w Odense, zm. 14 marca 1999) – duński zapaśnik klasyczny pochodzenia żydowskiego, srebrny medalista igrzysk olimpijskich z Los Angeles (1932) w kategorii lekkiej. W 1936 na igrzyskach olimpijskich w Berlinie był faworytem do zdobycia złotego medalu. Z powodu antysemickich represji odmówił udziału w igrzyskach. W 1948 uczestniczył w letnich igrzyskach olimpijskich mając 45 lat. Wicemistrz Europy z 1934 i 1935 roku. Również w 1934 roku na mistrzostwach Europy w zapasach zdobył brąz w stylu wolnym.